# Chelwood
Chelwood is een civil parish in het bestuurlijke gebied Bath and North East Somerset, in het Engelse graafschap Somerset met 148 inwoners.